# Żubrówka Stara
Żubrówka Stara – wieś w Polsce położona w województwie podlaskim, w powiecie sejneńskim, w gminie Krasnopol. Leży przy drodze wojewódzkiej nr 653.
| SIMC    | Nazwa    | Rodzaj    |
| ------- | -------- | --------- |
| 0761408 | Warszawa | część wsi |

W latach 1975–1998 miejscowość administracyjnie należała do województwa suwalskiego.